# 해군 야구단
해군 야구단은 1954년부터 1964년까지 존재했던 구단이다. 1964년 해병대 야구단에 합병되었다.